# Mega Man: Battle Network
Mega Man: Battle Network är ett TV-spel som släpptes 2001 till Game Boy Advance.

## Handling
Året är 20XX och teknologin har tagit språng mot framtiden där "PErsonal Terminal" även kallad "PET" är ett nödvändigt verktyg för dagligbruk. PET:en är utrustad med alla tänkbara funcktioner som bärbar dator, telefon, E-book och mycket annat. I PET:en finns en Net Navi, en humanoid skapelse som funkar som guide medan människan är "Operatör". I och med att internet blev en dagligvara ökade antalet internetbrott, vilket medförde att Operatörerna började installera "Battle Chips", program som hjälper Net Navin i strid mot kriminella och datorvirus.
;